# Kerttu Nuorteva
Kerttu Nuorteva (* 10. November 1912 in Astoria (Oregon), USA; † 29. August 1963 in Qaraghandy, Kasachische Sozialistische Sowjetrepublik) war eine finnisch-sowjetische Agentin.

## Leben und Werk

Foto, welches die Eltern von Kerttu Nuorteva im Jahr 1920 zeigt. Von links: Frau Nuorteva, Herr Nuorteva und L. Martens, ein Vertreter der Sowjetregierung

Nuorteva war die Tochter von Sanni Tuomisto und des finnischen Journalisten und Politikers Santeri Nuorteva, der von 1924 bis 1927 Vorsitzender der Karelischen Autonomen Sozialistischen Sowjetrepublik war. Sie zog 1922 mit ihrer Familie aus den USA nach Karelien, wuchs in Petrosawodsk auf und ging dort zur Schule. Sie studierte von 1930 bis 1933 Journalistik an der Universität Leningrad und gab die Zeitschrift der Jugendorganisation Komsomol "Spark" heraus. Mit Anfang zwanzig heiratete sie den finnischen Offizier Jali Aho alias Jalmari Siltanen, mit dem sie 1931 einen Sohn bekam. Nach der Scheidung heiratete sie 1934 den Journalisten Leo Varšavski. Während ihres Studiums wurde sie beim Staatssicherheitsdienst (NKWD) eingezogen und arbeitete im Leningrader Zentrum als Agentin für Finnland.
Sie wurde mit ihrem Mann 1937 vom NKWD wegen Hochverrat inhaftiert und wurde in ein Zwangsarbeitslager in Zentralasien verlegt. Ihr Mann wurde nach Alma-Ata deportiert. Sie wurde 1940 freigelassen und erhielt die Erlaubnis mit ihrem Sohn und ihrer Mutter nach Alma-Ata zu ziehen. Im Frühjahr 1941 wurde sie vom NKWD als Spionageabwehragentin wieder eingestellt und Ende Dezember wurde sie in die Kuibyshev International Spy School geschickt.

## Mission in Finnland
Nuorteva sollte am 30. März 1942 von den sowjetischen Luftlandetruppen mit dem Fallschirm in Toijala abgesetzt werden, landete aber im hundert Kilometer entfernten Vihti. Ihre Mission war es, Informationen über die deutschen Truppen in Finnland und die politische Stimmung in Finnland zu sammeln. Sie sollte Kontakt zu dem sozialdemokratischen Politiker Väinö Tanner aufnehmen und einer ihrer beiden Kontakte war die Dramatikerin und Politikerin Hella Wuolijoki. Nuorteva wurde am 7. September 1942 festgenommen.

## Gefangenschaft
Die finnische Sicherheitspolizei Valpo und das Militärhauptquartier arrangierten ihre Vernehmung, aber Nuorteva schwieg viele Monate lang. Sie erzählte ihre Geschichte erst, als der Chef des Turkuer Büros von Valpo, Paavo Kastari, einen finnischen Kommunisten und alten Freund ihres Vaters, zu den Vernehmungen mitbrachte, um mit ihr zu sprechen. Nuortevas Informationen führten zur Festnahme von elf Personen, darunter Hella Wuolijoki. Heikki Teerikangas, die ihr beim Verstecken geholfen hatte, wurde zum Tode verurteilt. Wuolijoki wurde zu lebenslanger Haft verurteilt. Andere Personen erhielten geringere Strafen.
Nuorteva wurde vor einem Feldgericht zum Tode verurteilt und das Kriegsgericht bestätigte dies. Verwandten von Nuorteva, darunter der Cousin ihres Vaters, Professor Paul Nyberg, gelang es, die Vollstreckung ihrer Todesstrafe zu verschieben. Im Gefängnis arrangierte die finnische Sicherheitspolizei ein Gespräch des Autors Yrjö Kivimies mit Nuorteva. Nach den Gesprächen schrieb Kivimies ihre Memoiren unter dem Pseudonym Irja Niemi, die 1944 unter dem Titel Neuvostokasvatti veröffentlicht wurden.
Nach Inkrafttreten des Waffenstillstands wurde Wuolijoki am 25. September 1944 aus der Haft entlassen und Nuorteva wurde die Möglichkeit geboten, in ein westliches Land zu ziehen. Sie entschloss sich, nicht zu gehen und wurde 1944 in die Sowjetunion deportiert. Sie lebte in Petropawlowsk-Kamtschatski und wurde 1947 zu 10 Jahren Haft verurteilt.
Während ihrer Haft in Qaraghandy hatte sie eine Ausbildung zum Bauingenieur absolviert und arbeitete nach ihrer Entlassung am 22. Oktober 1954 bis zu ihrem Tod als Bauingenieurin in Qaraghandy. Nuorteva starb 1963 in Qaraghandy an Meningitis.
2009 drehte der finnische Filmregisseur Jörn Donner den Film Kuulustelu über Nuortevas Verhör. Minna Haapkylä wurde für ihre Interpretation von Nuorteva in Kuulustelu im Jahr 2010 als beste Hauptdarstellerin ausgezeichnet.